# پیوتر دوماوا
پیوتر دوماوا (لهستانی: Piotr Dumała؛ زادهٔ ۹ ژوئیه ۱۹۵۶) یک کارگردان فیلم و پویانما اهل لهستان است.
مضامین مورد استفاده توسط پیوتر دوماوا و نحوهٔ به‌تصویر کشیدن و ارائه آنها، یادآور طرز نگاه فرانتس کافکا است. دو اثر انیمیشنی از او برندهٔ جوایز جشنواره پویانمایی زاگرب و جشنواره بین‌المللی انیمیشن اتاوا شد.